# 長項郡
もしかして
- 舒川郡

ではありませんか？